# حاسی عش
حاسی عش (به عربی: حاسی العش) یک شهرداری در الجزایر است که در استان جلفه واقع شده‌است. حاسی عش ۱۰٬۸۳۴ نفر جمعیت دارد.